# Andy Nicholson (musicista)
Andy Nicholson (Sheffield, 13 febbraio 1986) è un bassista e disc jockey britannico, originario di Sheffield.
È noto soprattutto per essere stato il primo bassista degli Arctic Monkeys. Attualmente è membro dei Reverend and The Makers, nonché dei Mongrel, un supergruppo che ha fondato nel 2008 con Jon McClure.

## Biografia
Studente alla Stocksbridge High School, Andy era l'unico dei quattro a non vivere nel distretto di High Green, risiedendo invece nel vicino Hillsborough, fatto a cui il gruppo si riferisce nel testo della canzone "Red Light Indicates Doors Are Secured", che recita - "I said it's High Green mate – via Hillsborough - please". Nicholson suonava il basso ed era visto come il membro "arguto" del gruppo, affidabile, veloce e con una grande ironia autocritica. Enfatizzava il fatto che i componenti del gruppo fossero persone comuni, come tutti, affermando: "Non abbiamo l'aspetto delle superstars... Penso che la gente ci guardi e pensi, 'Sono semplicemente persone normali che fanno buona musica. Sono sicuro che lo potrei fare anche io.'  Tutti possono. Noi ne siamo la prova vivente."

### Rottura con gli Arctic Monkeys
La band annunciò nel maggio del 2006 che Nicholson non avrebbe partecipato al successivo tour nel Nord America poiché aveva subito un eccessivo "affaticamento in seguito ad un intenso periodo di tour", e che sarebbe stato temporaneamente rimpiazzato da Nick O'Malley dei The Dodgems finché Andy non avesse recuperato. Tuttavia, il 20 giugno dello stesso anno, fu reso ufficiale che non avrebbe fatto più parte del gruppo, con lo stesso Alex Turner ad affermare, più tardi, "Ci siamo trovati in una situazione in cui abbiamo deciso di andare avanti". La band indennizzò Nicholson versandogli una liquidazione a sei zeri. Andy inizia a farsi un nome a Sheffield come DJ, prima come DJ fisso al Threads, poi esibendosi al Reverend Soundsystem (sotto lo pseudonimo di AndyGun) e remixando una canzone dei Reverend and the Makers: "You Get So Alone Sometimes it Just Makes Sense". Nel novembre 2007 debutta come DJ a Londra in un club event, Threads vs Filthy Few.

### Dopo gli Arctic Monkeys
Nicholson suona ora nei Mongrel, insieme a Jon McClure dei Reverend and the Makers, il bassista dei Babyshambles Drew McConnell e Matt Helders degli Arctic Monkeys, nonché il rapper Lowkey London dai Poisonous Poets. Hanno pubblicato il loro primo album, Better Than Heavy, il 7 marzo 2009.
È stato anche nella band Lords of Flatbush, che ha però lasciato per concentrarsi sui Mongrel, e il suo ruolo è stato preso da suo fratello Rob Nicholson, insieme al cantante Steve Edwards ( sempre di Sheffield ) e Louis Carnell, precedentemente voce nei Milburn. Nicholson è inoltre entrato nel gruppo The Book Club, con l'ex membro dei Milburn Joe Carnall. Il 23 dicembre, Jon McClure dei Reverend and the Makers ha annunciato via Twitter e il suo sito ufficiale che Nicholson sarebbe diventato un membro ufficiale della band.